# تشلسبرگ
تشلسبرگ (به آلمانی: Techelsberg) یک منطقهٔ مسکونی در اتریش است که در ناحیه کلاگن‌فورت-لاند واقع شده‌است. تشلسبرگ ۱٬۲۸۱ نفر جمعیت دارد.